# Pokrutiny

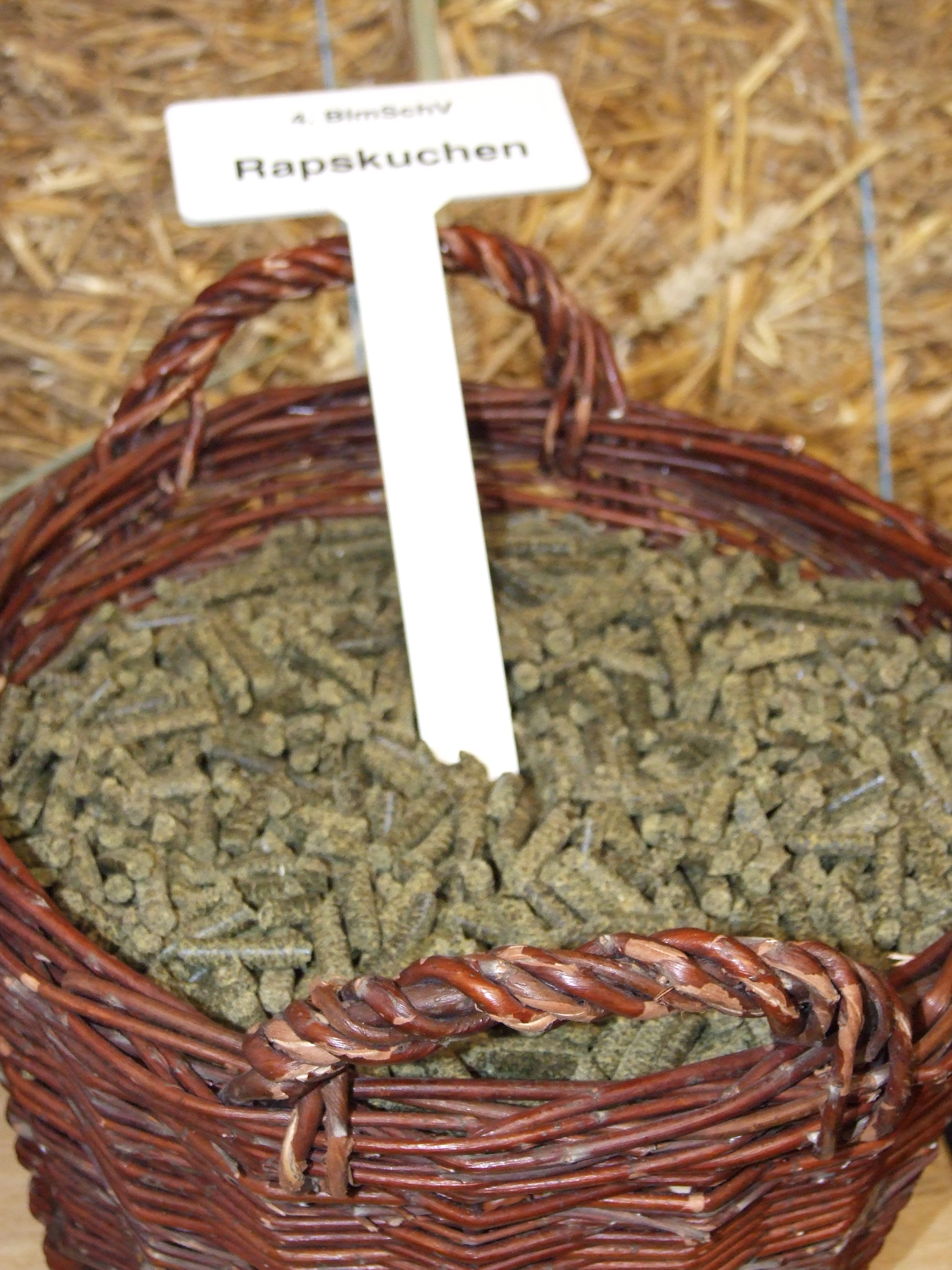
Řepkové pokrutiny

Pokrutiny (jinak také nazývané výlisky nebo expelery) jsou pevné zbytky po lisování olejnin.
Po lisování zbývá ve výliscích často ještě významný obsah oleje, který lze následně získat extrakcí vhodnými rozpouštědly. Materiál, který po extrakci zbude se nazývá extrahovaný šrot/extrahovaná pokrutina.
Pokrutiny lze využít ke krmným účelům. V krmných směsích slouží jako zdroj bílkovin, při zvýšeném zbytkovém obsahu oleje i jako zdroj energie. Kvalita bílkovin se liší proporcionálním zastoupením jednotlivých aminokyselin. Bílkoviny z rostlinných zdrojů mívají deficit některé esenciální aminokyseliny. Proto je vhodné sestavovat krmné směsi z různých složek. Omezení při tvorbě krmných směsí představují i antinutriční látky. Pokud některé pokrutiny obsahují vyšší podíl antinutričních látek, mohou být přidávány do krmných směsí pouze v menším množství.
Pokrutiny lze využít ke krmným účelům i k dalšímu získání oleje extrakcí vhodnými rozpouštědly. V tomto případě je odpadem extrahovaný šrot/extrahovaná pokrutina.
Existují studie, které tuto odpadní extrahovanou pokrutinu zpracovávají pyrolýzou na směs pyrolýzních plynů, zbytkový olej (pozn. nejedná se o pyrolýzní olej), pyrogenetickou vodu a uhlíkatý zbytek.